# Institut national des langues et civilisations orientales
L’Institut national des langues et civilisations orientales (INALCO), detto altrimenti Langues O' o Langues'O (pronunciare "Langzo"), è un'istituzione francese d'insegnamento superiore e di ricerca, incaricato dell'insegnamento (I, II e III ciclo) delle lingue e delle civiltà extra-europee orientali. « Langues O' » è il nome dato dalle diverse generazioni di studenti che hanno frequentato la Scuola speciale - poi reale, poi imperiale, poi nazionale - di lingue orientali (viventi) di Parigi, che ha preso la sua attuale denominazione nel 1971.
La sua sede è a Parigi, 65 rue des Grands Moulins, nel XIII arrondissement, nel nuovo Polo delle lingue e delle civiltà del mondo, a pochi passi dalla Biblioteca nazionale di Francia.

## Storia
La storia dell'insegnamento scolastico dell'orientalistica in Francia è fatta risalire al XVI secolo e al Collège de France di Guillaume Budé. Il re Francesco I necessitava di formare un corpo diplomatico da dislocare nel mondo e che nell'umanesimo del '500 trovava la figura più adatta.
L'Institut national des langues et civilisations orientales fu creato il 30 marzo 1795 con decreto della Convenzione nazionale presieduta da Joseph Lakanal. Il mandato era quello di insegnare le lingue orientali parlate che avessero "un'utilità riconosciuta per la politica e il commercio". La sede sorgeva nelle vicinanze della Biblioteca nazionale di Francia in Rue des Petits-Champs. Le prime lingue oggetto di studio e insegnamento furono il turco e il tataro della Crimea, il persiano e il malese.
Nel XIX secolo, anche a motivo dei programmi e degli obbiettivi didattici simili, l'istituto, notevolmente accresciuto di dimensioni, si fuse con la École des jeunes de langues fondata nel 1669 dal potente ministro del commercio Colbert per l'insegnamento dell'arabo, del turco, del persiano e dell'armeno.
Nel 1874, la sede fu trasferita all'angolo fra Rue des Saints-Pères e Rue de Lille, nel VII arrondissement.
Dal 1914 al 1985
Nel 1914, la denominazione fu modificata in École nationale des langues orientales vivantes (NLOV) che rimase invariato fino al Sessantotto quando gli studenti ottennero che fosse ribattezzata come Centre universitaire des langues orientales vivantes (Centro universitario per le lingue orientali viventi), abbreviato in CULOV. Un decreto del 3 febbraio 1971 lo trasformò in Institut national des langues et civilisations orientales e lo affidò all'Università di Parigi III cui rimase collegato per i tredici anni seguenti. 
I vari dipartimenti furono dislocati in separata sede. I corsi di germanistica furono spostati ad Asnières-sur-Seine cui si unì arabistica, attivi dal '71 al 2011; dal '70 al 2011, i corsi di ebraistica-russo-lingue eurasiatiche erogati a Clichy-la-Garenne dove si praticavano anche il coreano e il francese come lingua straniera degli studenti non di madrelingua francofona; la Scuola superiore di interpreti e traduttori nei palazzi di Porte Dauphine nel XVI arrondissement, sede occupata anche dall'Istituto di Studi Politici di Parigi. Altri corsi di studio furono erogati all'interno di locali presi in affitto a Parigi:  Quai Voltaire, rue Censier, rue Broca, rue Riquet. 
Nel corso di quei tre decenni furono attivati il centro di preparazione agli scambi internazionali (commercio internazionale), alcuni istituti di alta formazione propedeutici al concorso per il Ministero degli Affari esteri, il settore della comunicazione e della formazione interculturale, il trattamento automatico delle lingue e l'ingegneria multilingue. Dal 72 al 75 non riuscì a concretizzarsi il progetto di un Institut en université internationale du langage et de la communication (UNILCO), come un unico sito in due sezioni (Cergy-Pontoise, Marne-la-Vallée), concepite unitamente dallo slavista François de Labriolle e dello iamatologo René Sieffert.
Dal 1985 al 2011
Nel 1985 l'INALCO fu riconosciuta come Grand établissement dello Stato francese. Negli anni Novanta, non fu attuata la fusione e il consolidamento con l'École normale supérieure de jeunes filles sita in Boulevard Jourdan.

Dal 1996 al 2011, il logo della scuola era rappresentato dall'acronimo INALCO al centro della dicitura "O Languages" e della metà superiore di un mondo sferico. Talora ricompariva il vecchio logo dell'uccello e del serpente, ereditato dalla paletta della stazione meteorologica di Rue de Lille.
Nel 2005 il progetto architettonico dell'Ateliers Lion si aggiudica la costruzione della nuova sede dell'INALCO, in un terreno di Paris Rive Gauche, a sue della futura Avenue de France, tra Rues Chevaleret, Cantagrel e Grands Moulins, nel XIII arrondissement. Il nuovo complesso universitario comprende anche la Bibliothèque universitaire des langues et civilisations (BULAC) e il Pôle des langues et civilisations in rue des Grands-Moulins.
Nel 2011 l'INALCO si organizzò come un istituto pubblico a carattere scientifico, culturale e professionale di tipo COMUE, una comunità di studi universitari e di buone pratiche che otto anni dopo si integrò nell'Alliance Sorbonne Paris Cité con l'Università di Parigi e l'Université Sorbonne-Paris-Cité.. Nello stesso anno decollò il Nouveau quartier latin (NQL 13), un patto educativo fra sette organizzazioni del XIII arrondissement parigino (biblioteche, università e centri di ricerca pubblici) per la gestione di una varietà di eventi culturali.

## Riviste
- Cahiers de littérature orale (CRO - CERLOM)
- Annales de l'autre islam (ERISM)
- Cahiers balkaniques (CEB)
- Bulletin de liaison néo-hellénique (CEB)
- Cahiers de linguistique de l'INALCO (CLI)
- Cahiers de l'Europe médiane (CEEM)
- Cipango (rivista di studi giapponesi - CEJ)
- Études océan Indien (CEROI)
- Slovo (rivista di studi russi e euro-asiatici - CRREA)
- Yod (rivista di studi ebraici e ebrei moderni e contemporanei - CEHJMC)
- Comptes rendus du GLECS (Gruppo di studi di linguistica camito-semitica)
- Cahiers de poétique comparée et Mezura (Teoria dei ritmi e delle applicazioni poetiche)